# 통제 어휘집
통제 어휘집(Controlled vocabulary)은 후속 검색을 위해 지식을 구성하는 방법을 제공한다. 주제 색인 체계, 주제 표제, 동의어 사전, 분류 및 기타 지식 조직화 시스템에 사용된다. 통제 어휘집 체계(scheme)는 그러한 제한이 없는 자연어 어휘와 달리 체계 설계자가 미리 선택한 미리 정의되고 선호되는 용어의 사용을 요구한다.

## 문헌정보학 분야
문헌정보학에서 통제 어휘집은 검색을 통해 더 쉽게 검색할 수 있도록 정보 단위(문서 또는 작업)에 태그 (정보)를 지정하는 데 사용되는 신중하게 선택된 단어 및 구문 목록이다. 제어 어휘집은 개념과 선호 용어 간의 전단사를 통해 동형이의어, 동의어 및 다의어의 문제를 해결한다. 간단히 말해서, 통제된 어휘는 동일한 개념에 다른 이름이 부여될 수 있는 일반적인 인간 언어에 내재된 원치 않는 모호성을 줄이고 일관성을 보장한다.
예를 들어, 미국 의회 도서관 주제 표제(통제된 어휘를 사용하는 주제 표제 시스템)에서는 동일한 단어의 변형 철자(미국식 대 영국식) 간의 선택을 처리하기 위해 선호하는 용어(이 경우 주제 제목)를 선택해야 한다. 과학적이고 대중적인 용어 선택, 동의어 선택 등 어려운 문제가 있다.

## 같이 보기
- 전거 통제
- 간이언어
- 개체명 인식
- 명명법
- 온톨로지
- 전문 용어